# 3,3-二甲基戊烷
3,3-二甲基戊烷（英語：3,3-Dimethylpentane）化学式(CH3)2C(C2H5)2，是含有7個碳原子的烷烃，是庚烷的11种同分异构体之一。3,3-二甲基戊烷常温常压下为无色液体，熔点−134.9°C，沸点86.0°C，相对密度0.6934，相对折射率1.39092（20°C）。